# Bret Brielmaier
Bret Brielmaier (* 28. November 1985) ist ein US-amerikanischer Basketballtrainer, der aktuell als Assistenztrainer der Orlando Magic in der National Basketball Association (NBA) sowie der deutschen Basketballnationalmannschaft tätig ist.

## Laufbahn

### Spieler
Bret Brielmaier wuchs in Mankato, einer Stadt im US-Bundesstaat Minnesota, auf und besuchte die Loyola Catholic School. Von 2004 bis 2008 spielte er College-Basketball für die Arizona Wildcats, wo er in erster Linie als Reservespieler zum Einsatz kam und eine eher untergeordnete Rolle im Team spielte. Er war auf der Position des Forwards aktiv.

### Trainer
Bret Brielmaier begann seine Trainerkarriere in der Saison 2008/09 als Assistent des Interims-Cheftrainers der Arizona Wildcats, Russ Pennell. Im Jahr 2009 wechselte er in die NBA zu den San Antonio Spurs, wo er zunächst als Trainingstrainer tätig war und bereits 2010 zum Video-Koordinator befördert wurde. 2013 setzte er seine Karriere als Assistenztrainer bei den Cleveland Cavaliers fort und gewann 2016 mit dem Team die NBA-Meisterschaft.
Am 5. Juli 2016 wurde Brielmaier von den Brooklyn Nets als Assistenztrainer verpflichtet. Im Jahr 2020 übernahm er die Rolle des Cheftrainers der Long Island Nets, das G-League Team der Brooklyn Nets. Nach einer Saison und einer Bilanz von 7-8 wurde er in dieser Position abgelöst. Am 8. August 2021 wurde Brielmaier schließlich von den Orlando Magic als Assistenztrainer verpflichtet und ist seitdem Teil des Trainerstabs des NBA-Teams.
Seit der Basketball-EM 2022, die in verschiedenen Ländern ausgetragen wurde, ist Brielmaier zudem Trainerassistent der deutschen Nationalmannschaft unter Gordon Herbert. Gemeinsam erreichten sie bei der Basketball-Europameisterschaft 2022 die Bronzemedaille, wurden bei der Basketball-Weltmeisterschaft 2023 Weltmeister und belegten bei den Olympischen Spielen 2024 den vierten Platz.

## Erfolge und Auszeichnungen
als Trainerassistent
- 2016: NBA-Meister (mit den Cleveland Cavaliers)
- 2022: Bronzemedaille bei der Europameisterschaft (mit der deutschen Nationalmannschaft)
- 2023: Weltmeister (mit der deutschen Nationalmannschaft)
- 2024: Divisionstitel (mit den Orlando Magic)